# BlackBox Component Builder
BlackBox Component Builder (Блэкбокс) — интегрированная среда разработки, предназначенная для разработки компонентно-ориентированного программного обеспечения. Содержит средства разработки, библиотеки повторно используемых компонентов, каркас, упрощающий разработку надёжных компонентов и приложений, а также среду исполнения компонентов.

## Особенности
В Блэкбоксе разработка приложений и их компонентов ведётся на Компонентном Паскале. Этот язык — наследник Паскаля, Модулы-2, Оберона и Оберона-2. Он обеспечивает такие современные средства как объекты, компоненты (в виде модулей), полный статический и динамический контроль типов (в том числе через границы компонентов), динамическую загрузку и выгрузку компонентов, а также сборку мусора. BlackBox Component Builder написан целиком на Компонентном Паскале (с вставками двоичных машинных команд в некоторых модулях самого низкого уровня): все библиотечные компоненты, все средства разработки, включая компилятор Компонентного Паскаля и даже такой низкоуровневый компонент, как система выполнения со сборщиком мусора.

## История
Проект BlackBox Component Builder был начат в 1993 году под названием Oberon/F . Архитектура компонентного фреймворка Блэкбокса основана на идеях Клеменса Шиперски (Clemens Szyperski), описанных в его диссертации. Вышедшая в конце 1990-х годов версия 1.3 получила уже нынешнее название, в честь описанной Шиперски абстракции «чёрного ящика», программного компонента, при использовании которого не нужно знать его внутреннее устройство. Вышедшая в середине 2004 года версия 1.5 была опубликована с открытым исходным кодом на условиях, близких к BSD License. Последней версией от Oberon Microsystems, стала версия 1.6, опубликованная 11 октября 2013 года. Однако разработка Блэкбокса была продолжена международным сообществом, и 3 ноября 2019 года была выпущена версия 1.7.2. С 2020 года по настоящее время инициативной группой ведется разработка версии 2.0.

## Примеры использования
«Благодаря сочетанию эффективности, автоматического управления памятью и лёгкости создания специальной интерактивной графики Блэкбокс оказался весьма привлекательным для сложных научных расчетов синтетического характера („умные“ численные алгоритмы, символическая алгебра большого объёма, системы обработки данных и моделирования). Например, на Блэкбоксе создано ПО для расчета бортовых фазированных решеток истребителя Eurofighter (полный объём ПО — около миллиона строк). На Блэкбоксе сделана система управления крупнейшего каскада ГЭС на Амазонке (корпорация Alstom Power), а также целый ряд других приложений, в том числе для экспериментальной и теоретической ядерной физики.» На BlackBox разработана промышленная ОС реального времени — JBed (англ.) компании Esmertec (дочерняя компания разработчика Блэкбокса Oberon microsystems), которая позволяет выполнять модули Component Pascal и классы Java в едином адресном пространстве, с общим диспетчером памяти и сборщиком мусора.

## Поддержка GNU/Linux, FreeBSD и OpenBSD

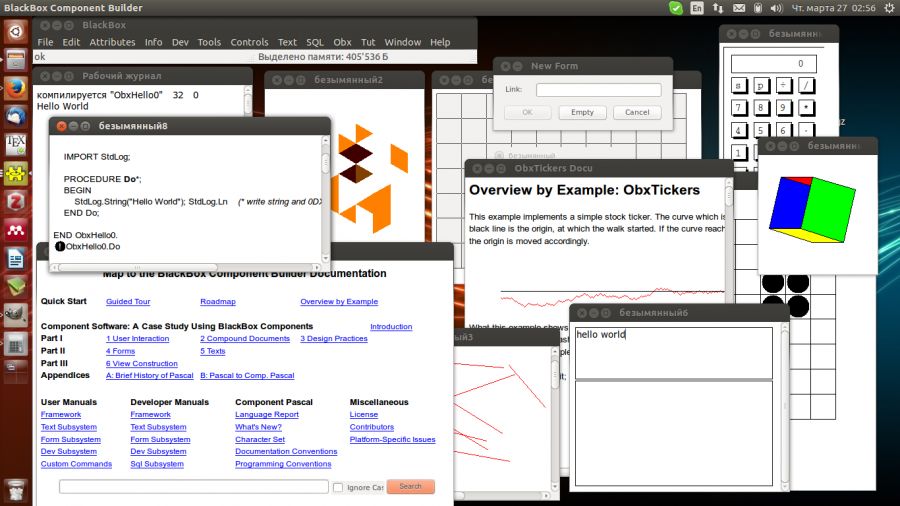
Блэкбокс в Ubuntu

Версии 1.5 и 1.6 BlackBox Component Builder поддерживали только ОС Windows. После того, как исходный код этой среды разработки был полностью открыт, ряд энтузиастов предпринял усилия по её портированию. В настоящее время кросс-платформенная версия реализована с использованием Gtk2 и поддерживает разработку консольных приложений, GUI-приложений и приложений с использованием SDL2 для GNU/Linux, FreeBSD, OpenBSD и Windows и архитектуры x86. Использование других архитектур пока возможно только с использованием промежуточной трансляции в C (проект CPfront) или LLVM (проект МультиОберон).